# 亞歷山大·羅曼丘克
亞歷山大‧弗拉基米羅維奇‧羅曼丘克（羅馬化：Aleksandr Vladimirovich Romanchuk；1959年4月19日—），俄羅斯陸軍上將，自2019年起擔任俄羅斯聯邦軍隊綜合軍事學院軍事訓練和科學中心主任。2023年6月，其任扎波羅熱州方向的集團軍指揮官。

## 生平
羅曼丘克於1959年4月15日出生於盧甘斯克市。其1980年畢業於巴庫高等聯合兵種指揮學校；1989年畢業於裝甲部隊軍事學院；1989年畢業於阿塞拜疆將軍軍事學院；2008年畢業於俄羅斯總參謀部軍事學院。

## 事蹟
2003年至2006年，羅曼丘克擔任第4近衛坦克師師長。2008年6月起任第41集團軍副參謀長，駐紮新西伯利亞。
2010年8月至2011年1月，羅曼丘克擔任東部軍區第29集團軍代理司令，集團軍位於前西伯利亞軍區跨貝加爾地區。2011年1月9日，任第29集團軍軍長。
2014年7月，羅曼丘克任南部軍區副司令。2016年，他擔任敘利亞軍隊首席軍事顧問。2019年，他被任命為俄羅斯聯邦軍隊綜合軍事學院軍事訓練研究中心主任。
2013年2月22日羅曼丘克被授予中將軍銜，其曾參與俄羅斯聯邦併吞克里米亞和頓巴斯戰爭。2023年2月，羅曼丘克被授予上將軍銜。

### 2023年烏克蘭反攻
羅曼丘克在2023年烏克蘭反攻的初期階段，成功為俄軍防禦烏軍的進攻。他在謝爾蓋·蘇羅維金大將於瓦格納集團兵變中被解職後接手經營蘇羅維金防線。他宣佈烏克蘭反攻於2023年6月6日凌晨2點開始，並且在同一天，烏克蘭部隊損失了350名人員和30輛坦克和10輛步兵戰鬥車，其中包括西方提供的豹2型坦克。羅曼丘克聲稱烏克蘭反攻早期防禦工作的成功主要歸功於俄羅斯的空中優勢、軍事情報和廣泛的地雷區。儘管他受到讚揚，其只將自己定位為總指揮，把防禦的大部分功勞歸功於他在南部軍區的上級指揮官謝爾蓋·庫佐夫列夫上將和俄羅斯總參謀長瓦列里·格拉西莫夫大將。
2023年9月22日，位於塞瓦斯托波爾的黑海艦隊總部被烏克蘭暴風影導彈襲擊，俄羅斯國防部宣佈空襲中1名軍人死亡。不過，根據俄羅斯媒體的非官方數據，至少有10人死亡。網路上有消息稱其中一枚導彈打中維克托·索科洛夫上將的辦公室。烏克蘭國防部情報總局局長基里洛·布達諾夫稱空襲中造成至少9人死亡、16人受傷，傷者包括羅曼丘克上將，而奧列格·采科夫中將昏迷不醒，但他沒有證實索科洛夫是否在空襲中身亡。

## 榮譽
- 勇氣勳章[3]
- 軍功勳章[3]
- 二級帶劍祖國功勳獎章[3]
- 敘利亞軍事行動參與者獎章[3]
- 俄羅斯聯邦榮譽軍事專家[3]